# Odostomia
Odostomia är ett släkte av snäckor som beskrevs av Fleming 1813. Odostomia ingår i familjen Pyramidellidae.

## Bildgalleri

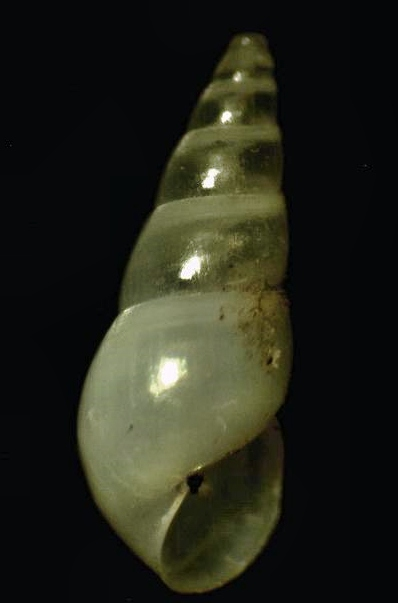

## Dottertaxa tillOdostomia, i alfabetisk ordning[1][2]
- Odostomia abbotti
- Odostomia acrybia
- Odostomia acuta
- Odostomia acutidens
- Odostomia aepynota
- Odostomia aequisculpta
- Odostomia aleutica
- Odostomia altina
- Odostomia americana
- Odostomia amiantus
- Odostomia amilda
- Odostomia angularis
- Odostomia arctica
- Odostomia astricta
- Odostomia atossa
- Odostomia attenuata
- Odostomia audoax
- Odostomia avellana
- Odostomia babylonia
- Odostomia bachia
- Odostomia baldridgeae
- Odostomia barkleyensis
- Odostomia beauforti
- Odostomia beringi
- Odostomia bruneri
- Odostomia calcarella
- Odostomia callimene
- Odostomia callimorpha
- Odostomia calliope
- Odostomia canaliculata
- Odostomia cancellata
- Odostomia candida
- Odostomia canfieldi
- Odostomia capitana
- Odostomia carrozzai
- Odostomia cassandra
- Odostomia catalinensis
- Odostomia chinooki
- Odostomia churchi
- Odostomia cincta
- Odostomia ciquatonis
- Odostomia clementensis
- Odostomia clementina
- Odostomia clessini
- Odostomia columbiana
- Odostomia conoidea
- Odostomia conspicua
- Odostomia contrerasi
- Odostomia convexa
- Odostomia cookeana
- Odostomia cumshewaensis
- Odostomia cypria
- Odostomia dealbata
- Odostomia delicatula
- Odostomia deliciosa
- Odostomia dicella
- Odostomia didyma
- Odostomia dinella
- Odostomia disparilis
- Odostomia dotella
- Odostomia dux
- Odostomia eburnea
- Odostomia edmondi
- Odostomia eldorana
- Odostomia elsa
- Odostomia emeryi
- Odostomia engbergi
- Odostomia engonia
- Odostomia enora
- Odostomia esilda
- Odostomia eucosmia
- Odostomia eugena
- Odostomia euglypta
- Odostomia eulimoides
- Odostomia exara
- Odostomia excisa
- Odostomia excolpa
- Odostomia eyerdami
- Odostomia farallonensis
- Odostomia farma
- Odostomia fernandina
- Odostomia fetella
- Odostomia fia
- Odostomia floridana
- Odostomia franciscana
- Odostomia gabrielensis
- Odostomia georgiana
- Odostomia gloriosa
- Odostomia gouldii
- Odostomia gracilientis
- Odostomia gravida
- Odostomia grijalvae
- Odostomia grippiana
- Odostomia hagemeisteri
- Odostomia harfordensis
- Odostomia havanensis
- Odostomia heathi
- Odostomia helena
- Odostomia helga
- Odostomia hemphilli
- Odostomia hendersoni
- Odostomia herilda
- Odostomia heterocincta
- Odostomia hypatia
- Odostomia hypocurta
- Odostomia iliuliukensis
- Odostomia inflata
- Odostomia jadisi
- Odostomia kadiakensis
- Odostomia kelseyi
- Odostomia kennerleyi
- Odostomia killisnooensis
- Odostomia krausei
- Odostomia laevigata
- Odostomia lastra
- Odostomia laxa
- Odostomia lukisi
- Odostomia martensi
- Odostomia martinensis
- Odostomia mendozae
- Odostomia modesta
- Odostomia moratora
- Odostomia movilla
- Odostomia navarettei
- Odostomia navisa
- Odostomia nemo
- Odostomia nivosa
- Odostomia nota
- Odostomia notilla
- Odostomia nuciformis
- Odostomia nunivakensis
- Odostomia oregonensis
- Odostomia ornatissima
- Odostomia peasei
- Odostomia pesa
- Odostomia phanella
- Odostomia pharcida
- Odostomia plicata
- Odostomia pocahontasae
- Odostomia porteri
- Odostomia pratoma
- Odostomia producta
- Odostomia profundicola
- Odostomia promeces
- Odostomia pulcherrima
- Odostomia pulcia
- Odostomia quadrae
- Odostomia quinquecincta
- Odostomia resina
- Odostomia richi
- Odostomia ritteri
- Odostomia ryalea
- Odostomia ryclea
- Odostomia sanctorum
- Odostomia sanjuanensis
- Odostomia sapia
- Odostomia satura
- Odostomia scalaris
- Odostomia septentrionalis
- Odostomia sillana
- Odostomia sitkaensis
- Odostomia skidegatensis
- Odostomia smithii
- Odostomia somersi
- Odostomia spreadboroughi
- Odostomia stearnsiella
- Odostomia stephensae
- Odostomia striata
- Odostomia strongi
- Odostomia subdotella
- Odostomia subglobosa
- Odostomia subturrita
- Odostomia sulcosa
- Odostomia tacomaensis
- Odostomia talpa
- Odostomia tenuisculpta
- Odostomia teres
- Odostomia terryi
- Odostomia thalia
- Odostomia thea
- Odostomia tornata
- Odostomia toyatani
- Odostomia trachis
- Odostomia tremperi
- Odostomia trifida
- Odostomia truncatula
- Odostomia turricula
- Odostomia turrita
- Odostomia ulloana
- Odostomia unalaskensis
- Odostomia unidentata
- Odostomia valdezi
- Odostomia valeroi
- Odostomia vancouverensis
- Odostomia washingtonia
- Odostomia whitei
- Odostomia vicola
- Odostomia willetti
- Odostomia willisi
- Odostomia vincta
- Odostomia winkleyi
- Odostomia virginalis
- Odostomia virginica
- Odostomia vizcainoana
- Odostomia youngi